# عهد دقیانوس
عهد دقیانوس، در اصل دوره‌ای است که دقیانوس پادشاه رومی در آن پادشاهی می‌کرده است، اگرچه در میان همگان به دوره‌ای کهن مشهور است که از آن عهد و دوره گامی فراتر نمی‌توان نهاد، به همین روی هر گاه بخواهند قدمت و کهنگی چیزی یا مطلب و موضوعی را آشکار کنند در گفتار طنز و شوخی، به دورهٔ مزبور اشاره می‌کنند و می‌گویند: «برای عهد دقیانوس است».
داستان اصحاب کهف، در مورد هفت جوان مسیحی اهل افسوس که برای فرار از آزار و شکنجه دقیانوس با پنهان شدن در غاری و خواب بسیار طولانی آنان که در سوره الکهف قرآن آمده است به رواج اصطلاح فارسی عهد دقیانوس (دوران دکیوس) منجر شده‌است. 